# Wohn- und Wirtschaftsgebäude Georgstraße 28
Das Wohn- und Wirtschaftsgebäude Georgstraße 28 im niedersächsischen Elsfleth, Ortsteil Moorriem, Bauerschaft Eckfleth im Landkreis Wesermarsch, stammt vom Ende des 19. Jahrhunderts.

Aktuell (2023) wird es als Wohnhaus und wohl gewerblich genutzt.
Das Gebäude steht unter Denkmalschutz (siehe auch Liste der Baudenkmale in Elsfleth).

## Geschichte
Die Marschhufensiedlung Moorriem mit der südlichen Bauerschaft Eckfleth erstreckt sich über etwa 16 Kilometer, wurde nach 1062 gegründet und erhielt im 14. Jahrhundert die heutige Struktur mit den schmalen, oft extrem langgestreckten Parzellen. Im Abstand von ca. 50 bis 100 Metern liegen zahlreiche Hofstellen auf Wurten.
Das eingeschossige giebelständige Wohn- und Wirtschaftsgebäude als Zweiständer-Hallenhaus in Fachwerk mit Backsteinausfachungen, mit reetgedecktem Krüppelwalmdach und Niedersachsengiebeln mit Uhlenloch, stammt aus der ersten Hälfte des 19. Jahrhunderts. Im Wirtschaftsteil ist das Ständerwerk erhalten. Der Wohnteil wurde um 1900 erneuert.
Auf der Anlage auf einer Wurt und auf einem großen baumbestandenen Grundstück stehen weitere nicht denkmalgeschützte Nebenanlagen und daneben das denkmalgeschützte Wohn- und Wirtschaftsgebäude Georgstraße 26.
Das Landesdenkmalamt befand: „… geschichtliche Bedeutung … als beispielhaftes Fachwerkhallenhaus aus der 1. Hälfte des 19. Jhs.“